# Богати ујка Пенибегс
Богати ујка Пенибегс (енгл. Rich Uncle Pennybags; Pennybags од реnny - пени и bags - вреће) је званична маскота монопола. Делимично је базиран на лику Џона Пјерпонта Моргана. Његово име у преводу са енглеског значи врећице пенија. Ујка Пенибес се обогатио трговином земљишта, што подстиче играче на игру и освајање замишљеног богатства.